# Pordenone Montanari
Americo Montanari detto Pordenone (Pordenone, 10 marzo 1937) è un artista italiano.

## Biografia
Americo Montanari è nato a Pordenone (da cui prende il nome d'arte) nel 1937. Comincia a dipingere frequentando in giovane età lo studio dello zio materno. Sposa Flavia Cappellari nel 1961 a Milano città nella quale si trasferisce nel 1962, dove frequenta per un breve periodo la facoltà di Filosofia dell'Università Statale e un corso di scultura all'Accademia di Brera. Nel 1967 si stabilisce a Parigi dove ha modo di frequentare lo studio del pittore Orfeo Tamburi. Visita con quotidiana "attenzione e tensione" il Museo del Louvre. Nell'albergo di Rue St. Placide, in cui abita con la moglie, realizza piccole tele, una serie di autoritratti e di nature morte. Nel gennaio 1969 parte per la Spagna del sud dove si ferma a dipingere per sei mesi cercando nuovi modi espressivi. Dall'ottobre 1971 al novembre 1972 è in Germania. Già in questo periodo i suoi quadri sono caratterizzati da una unità compositiva avente al centro la figura femminile il cui mistero, del resto, ha quasi sempre alimentato la sua ispirazione. Nel 1973 ritorna a Milano. Vi rimane fino al 1990. Successivamente si trasferisce sulle colline biellesi, a Valle San Nicolao, lavorando per diciotto anni in completo isolamento, fino a ottobre 2007. Sono di questo periodo grandi sculture in legno e altre sculture oltre a numerosissime terrecotte.
Viene casualmente tratto dall'isolamento per una serie di circostanze fortuite che lo portano ad esporre a Londra, all'Istituto Italiano di Cultura nel 2010 con un ottimo successo di critica. Il critico Edward Lucie-Smith dice di lui:"Si tratta di una voce completamente nuova. Montanari è un artista unico, che scardina la storia convenzionale dell'arte postbellica italiana”. "I suoi lavori sembrano richiamare in qualche modo pittori come Cezanne, Braque, Picasso, Bacon, ma in un modo completamente nuovo, mai visto."
Nel 2011 viene chiamato, dal curatore Vittorio Sgarbi a realizzare una personale all'interno del Padiglione Regionale del Friuli-Venezia Giulia della 54ª Biennale di Venezia. Vive e lavora tra Pieve di Cadore e Trieste.

## Narrativa
- Il ragazzetto, Milano, 1985
- Mura felici, Pasian di Prato (UD), 2004
- Esili crepe, Pasian di Prato (UD), 2004
- Quattro passi speranzosi, Pasian di Prato (UD), 2005
- Paralisi del simpatico, Pasian di Prato (UD), 2005
- Letto a letto, Biella, 2005
- Primavera partire, Rovereto (TN), 2005
- La mano che bussa, Rovereto (TN), 2005
- Addestrandomi da solo nel mestiere dello scrivere, Gaglianico (BI), 2007

## Poesia
- La puta amorosa, Novara, 1986
- Nubepube, Biella, 2005

## Quadri
- Le Amiche, penna a sfera, 30,5X30, 1977
- Amazzone, olio su tela, 100X70, 1984
- Il Minotauro e la bella fanciulla, olio su tela, 100X70, 1985
- Resta Così, olio su tela, 100X70, 1990
- Clown, olio su tela, 100X70, 1994
- Modella che si spoglia, acrilico e pastelli, 2008

## Mostre
- Istituto Italiano di Cultura di Londra 2010
- La Biennale di Venezia, 54°-Esposizione Internazionale d'Arte, Padiglione Italia, Trieste-Friuli Venezia Giulia
- Pordenone Montanari: "Assedio alla Forma" - Galleria Harry Bertoia, Pordenone dal 12/09/2015 al 17/01/2016.